# Всичко или нищо (брониране)
„Всичко или нищо“ (на английски: All or nothing) е система за брониране на бойни кораби, главно на линкорите. Известна е също като американска система за брониране на корабите и френска система за брониране. Разработена е от Натаниел Барнаби, но за първи път е използвана, обаче, от френския конструктор Емил Бертен на броненосците от XIX век, възражда се в проекта за линкори на флота на САЩ тип „Невада“. Смисълът на системата се заключава в създаването на своеобразна бронирана кутия от броневи пояси и палуби, който осигурява запас плавучест на кораба и защитаващ неговите основни жизнени центрове, такива като погребите за боеприпаси и силовата установка.

## Защитата „Всичко или нищо“ в епохата на броненосците
Започвайки от 1871 г. ръстът в мощта на морските оръдия, който става възможен вследствие на подобряването на качества на барута и увеличаването на калибъра, с много надминава възможностите за защита от противостоящата им броня. Противостоенето на чудовищните оръдия е възможно само от тези схеми на защита, при които цялото тегло, отведено за бронята, може да се съсредоточи само по жизненоважните направления. Това води до първата популация кораби защитени по схемата „всичко или нищо“.
В края на XIX век основната ударна сила на водещите флотове в света са ескадрените броненосци. Тези кораби най-често са въоръжени с четири оръдия калибър 280 – 330 мм и значителен брой 150 – 164 мм оръдия. При това, поради ниската скорострелност на тежките оръдия, среднокалибрената артилерия има огромно значение. Счита се, че дистанциите на бъдещите морски боеве ще бъдат сравнително неголеми и значителния брой среднокалибрени снаряди ще може да нанесе на противника съществени щети. Средниият калибър застава в ролята на главно оръжие за броненосците. За това броненосците се стремят да получат защита от броня с максимална площ, макар и за сметка на намаляването на нейната дебелина. Против 150 – 164 мм снаряди това се счита за достатъчно. Японо-китайската и Испано-американската войни дават потвърждение за тази гледна точка. Така например трите крайцера от типа „Инфанта Мария Тереза“, с тяхната защита „всичко или нищо“: дебели пояси по водолинията и незащитени бордове, са бързо унищожени, а „Кристобал Колон“ демонстрира ценността на прикриването с броня със средна дебелина; при наличието на достатъчно количество гориво на борда той успява да се откъсне и да избяга на преследвачите си. Двете главни битки в тези войни преминават не просто на малки – а на минимални дистанции: от разстояние от 5 до 10 кабелтови. Обаче развитието на системите за управление на огъня води до увеличаване на очакваните дистанции на боя, а опита от Руско-японската война, само след шест години, потвърждава тези очаквания. При това става ясно, че сериозните щети на големите дистанции нанасят само най-тежките снаряди, а ефективността на оръдията калибър 120 – 203 мм силно намалява. Първата реакция на това е строителството на броненосци с въоръжение вместо среден с междинен калибър 203 – 240 мм, а след това на смяна на броненосците идват дредноутите, въоръжени според принципа „само големи оръдия“.

## Особености на американската система за брониране
При „Невада“ (ВВ-36) и „Оклахома“ (ВВ-37), които се строят по програмата за 1912 г., е използвана новост, която е една важна стъпка назад – преход към системата за защита, наречена „всичко или нищо“. Американската система за брониране на линкори се разработва от предположението за господстващата роля на бронебойните снаряди – за разлика от системите за брониране, появяващи се след Испано-американската и Руско-японската войни, където значително внимание се отделя на защитата на корпуса срещу фугасни снаряди.
В дадения случай новата схема за защита е не добре забравена стара.
Проектантите, при разработката на концепцията за защита, изхождат от съмнителното предположение, че битките между дредноутите ще стават само на големи дистанции, където е трудно да се очаква голям брой попадения. В използваната преди това за дредноутите англо-германска система за брониране, конструкторите се стремят да защитят максималната възможна площ на борда с броня от различна дебелина, в зависимост от важността на прикривания участък. Но при попадение на тежки бронебойни снаряди, тънката броня не е сериозна преграда, обаче отнема значителна част от теглото на корабите. Американската идея предполага прикриването само на най-важните центрове, а също на артилерията на главния калибър и бойната рубка, но с броня с максималната възможна дебелина. Благодарение на това линкорите, бронирани по дадената система, стават слабоуязвими за обстрел с бронебойни снаряди от далечна дистанция.
Особено внимание в тази схема се отделя на защитата на палубите, тъй като при воденето на бой на големи дистанции снарядите падат върху кораба по остра параболична траектория. Кардиналното отличие на американския вариант на системата за защита „всичко или нищо“ от по-ранния ѝ вариант е съхраняването на плавучест за сметка на бронираната цитадела при разрушени краища. Това е характерно за „стандартните линкори“. В този смисъл, даже за американските бързоходни линкори от типовете „Саут Дакота“ и „Айова“ не може да се каже, че те са бронирани по американската система за защита.

## Защитата „Всичко или нищо“ в епохата на бързоходните линкори
На 20 януари 1925 г. в британския флот е направена опитна стрелба по дредноута „Monarch“.
Изпитанията също така показват, че новите снаряди са способни да пробиват бронята под остър ъгъл, което е невъзможно във времената на Ютландското сражение от 1916 г.
Резултатите от тези щателни изпитания са оценени от Съвета на адмиралтейството. По-късно, през 1925 г., когато се решава каква бронева защита да имат линкорите, въпросът за поставянето на каквито и да е тънки пояси – както на всички предшестващи типове линейни кораби – даже не се обсъжда.
Системата за брониране „всичко или нищо“ става популярна за линкорите построени 1930 – 1940 години, но не намира употреба при немските, италианските, а също и при недостроените съветски кораби от този клас. В хода на реалните бойни действия през Втората световна война се проявяват нейните достойнства и недостатъци. Защитавайки артилерията, погребите и машините, тя оставя неприкрито краищата, което води до тяхното наводняване и даже загуба на плаваемост без да има пробиване на броневия пояс и броневата палуба. Нападението срещу Мерс ел-Кебир показва, че ако защитата от типа „всичко или нищо“ е разчетена за един калибър (283 мм), то при воденето на огън с по-голям калибър тя е по-малко ефективна, отколкото традиционната схема. Освен това тази схема на защита прави линкорите доста уязвими за всички калибри фугасни снаряди на всички възможни дистанции на боя.
Опитът от войната показва, че „меките“ краища могат да бъдат превърнати буквално в решето даже без пряко попадение, като напречните водонепроницаеми прегради не ограничават наводняването, защото те самите могат с лекота да бъдат пробити от осколките

При реалните боеве на Атлантическия театър на бойните действия противниците бързо се сближават, за това, според резултатите от тези сражения може да се каже, че немците, строящи защитата на своите кораби на друг принцип, се оказват прави в оценките си за дистанциите на битките и избора на схема за брониране.
Най-характерната черта в системата за брониране на „Вангард“ – последния линкор на Британия и в света – става доста широкото отстъпление от принципа „всичко или нищо“. При него се появява броня в краищата, включая 51 – 64-мм плочи по водолинията, локално брониране, на което са отделени 3000 т тегло. Опитът от войната ясно показва, че системите за управление и свръзка, директорите, радарите и останалото „нежно“ оборудване страдат преди всичко останало. Но истинско откровение става това, колко безпомощен може да стане огромният линкор, особено през нощта, ако всичко това излезе от строя.